# Eta Mensae
η Mensae (Eta Mensae; kurz η Men) ist ein orange leuchtender Stern des am Südhimmel gelegenen Sternbilds Tafelberg. Mit einer scheinbaren Helligkeit von 5,47m erscheint er am Firmament so lichtschwach, dass er für das bloße Auge gerade noch wahrnehmbar ist. Nach im Dezember 2020 veröffentlichten Auswertungen der Messergebnisse der Raumsonde Gaia beträgt seine Distanz zur Erde etwa 660 Lichtjahre. Wahrscheinlich handelt es sich bei η Mensae um einen Einzelstern.
Der Spektraltyp und die Leuchtkraftklasse K4 III weisen η Mensae als einen Roten Riesen aus, der den Wasserstoff-Vorrat in seinem Inneren bereits verbraucht und sich bis auf etwa den 50-fachen Sonnendurchmesser ausgedehnt hat. Seine Oberfläche ist mit einer effektiven Temperatur von etwa 4050 Kelvin kühler als jene der Sonne, doch strahlt er mit etwa der 600fachen Sonnenleuchtkraft. Ferner zeigt er einen Infrarotexzess, was auf eine zirkumstellare Staubwolke hinweist. Möglicherweise gehört η Mensae  einem mit den Hyaden lose verbundenen Sternstrom an.